# Hvidovre IF
Hvidovre IF är en dansk fotbollsklubb, grundad 15 oktober 1925 i Hvidovre.

## Meriter
Danska mästare: 1966, 1973, 1981
- Andra plats: 1971
- Tredje Plats: 1970.

Danska cupen: 
- Vinnare: 1980

## Resultat
- 19 säsonger i SAS Ligaen
- 16 säsonger i Viasat Divisionen
- 12 säsonger in the 2. division